# Olympische Jugend-Sommerspiele 2018/Teilnehmer (Niger)
| Gelbes Symbol für Goldmedaillen mit stilisierten Olympischen Ringen | Graues Symbol für Silbermedaillen mit stilisierten Olympischen Ringen | Braundes Symbol für Bronzemedaillen mit stilisierten Olympischen Ringen |
| ------------------------------------------------------------------- | --------------------------------------------------------------------- | ----------------------------------------------------------------------- |
| —                                                                   | —                                                                     | 1                                                                       |

Die Jugend-Olympiamannschaft aus Niger für die III. Olympischen Jugend-Sommerspiele vom 6. bis 18. Oktober 2018 in Buenos Aires (Argentinien) bestand aus drei Athleten.

## Athleten nach Sportarten

### Leichtathletik
Mädchen
- Abdoulaye Ramatou
3000 m: DNS (2. Lauf)

### Schwimmen
Mädchen
- Ahmadou Salima
50 m Brust: 43. Platz

### Taekwondo
Jungen
- Mahamadou Amadou
Klasse bis 55 kg: Bronze